# Salmo 52
El salmo 52  es, según la numeración hebrea, el quincuagésimo segundo salmo del Libro de los salmos de la Biblia. Corresponde al salmo 51 según la numeración de la Biblia Septuaginta griega, empleada también en la Vulgata latina. Por este motivo, recogiendo la doble numeración, a este salmo también se le refiere como el salmo 52 (51).
Se atribuye a David . En él, critica a quienes usan sus talentos para el mal.  En el sistema de numeración ligeramente diferente de la versión griega de la Septuaginta de la Biblia, y en su traducción latina en la Vulgata , este salmo es el Salmo 51 .

## Contexto
El subtítulo del salmo hace referencia al episodio narrado en 1 Samuel 21–22, cuando Doeg, el jefe de los pastores de Saúl, el primer rey de Israel, informó a Saúl de que David había sido recibido por Ajimelec en Nob, una ciudad sacerdotal en las cercanías de Jerusalén, y que le había ayudado a huir. Alexander Kirkpatrick observa que «el personaje denunciado en el salmo es, en algunos aspectos, como podríamos suponer que era Doeg. Era un hombre rico e importante, ya que era el jefe de los pastores de Saúl (o, según la LXX, el cuidador de sus mulas). Su lengua era «una lengua engañosa», porque aunque los hechos que relataba eran ciertos, ayudó a confirmar en Saúl una sospecha falsa y cruel. 
Sin embargo, Kirkpatrick señala que 

la ausencia total de cualquier referencia al asesinato a sangre fría y sacrílego de los sacerdotes en Nob, en el que Doeg actuó como agente de Saúl, cuando todos sus otros oficiales se negaron a ejecutar su brutal orden, hace difícil, si no imposible, suponer que el salmo fuera realmente escrito por David en esa ocasión, a menos que pudiéramos suponer que fue compuesto después de que se diera la información de Doeg, pero antes de que se perpetrara la masacre, lo cual es totalmente improbable.

En cambio, argumenta que

Se puede encontrar una adecuación suficiente para explicar que el compilador de esta división del Salterio haya antepuesto el título, o que el salmo se haya relacionado con la historia de Doeg en alguna obra histórica de la que el compilador lo tomó.

## Texto
La siguiente tabla muestra el texto en hebreo del salmo con vocales, junto con el texto en griego koiné de la Septuaginta  y la traducción al español de la Biblia del Rey Jacobo. Tenga en cuenta que el significado puede diferir ligeramente entre estas versiones, ya que la Septuaginta y el texto masorético provienen de tradiciones textuales diferentes.  En la Septuaginta, este salmo está numerado como Salmo 51.
| #     | Hebreo                                                       | Inglés | Griego |
| ----- | ------------------------------------------------------------ | --- | --- |
| [ 6 ] | לַמְנַצֵּ֗חַ מַשְׂכִּ֥יל לְדָוִֽד׃                                            | (Al músico principal, Maschil, Salmo de David,                                                                                     | Εἰς τὸ τέλος· συνέσεως τῷ Δαυΐδ· |
|       | בְּב֤וֹא ׀ דּוֹאֵ֣ג הָאֲדֹמִי֮ וַיַּגֵּ֢ד לְשָׁ֫א֥וּל וַיֹּ֥אמֶר ל֑וֹ בָּ֥א דָ֝וִ֗ד אֶל־בֵ ּ֥ית אֲחִימֶֽלֶךְ׃ | cuando Doeg el edomita vino y se lo dijo a Saúl, y le dijo: «David ha venido a la casa de Ahimélec».                               | ἐν τῷ ἐλθεῖν Δωὴκ τὸν ᾿Ιδουμαῖον καὶ ἀναγγεῖλαι τῷ Σαοὺλ καὶ εἰπεῖν αὐτῷ· ἦλθε Δαυΐδ εἰς τὸν οἶκον ᾿Αβιμέλεχ. -                            |
| 1     | מַה־תִּתְהַלֵּ֣ל בְּ֭רָעָה הַגִּבּ֑וֹר חֶ֥סֶד אֵ֝֗ל כׇּל־הַיּֽוֹם׃                          | ¿Por qué te jactas de tu maldad, oh hombre poderoso? La bondad de Dios perdura para siempre.                                       | ΤΙ ΕΓΚΑΥΧᾼ ἐν κακίᾳ, ὁ δυνατός, ἀνομίαν ὅλην τὴν ἡμέραν;                                                                                   |
| 2     | הַ֭וּוֹת תַּחְשֹׁ֣ב לְשׁוֹנֶ֑ךָ כְּתַ֥עַר מְ֝לֻטָּ֗שׁ עֹשֵׂ֥ה רְמִיָּֽה׃                          | Tu lengua trama maldades; como una navaja afilada, obra con engaño.                                                                | ἀδικίαν ἐλογίσατο ἡ γλῶσσά σου· ὡσεὶ ξυρὸν ἠκονημένον ἐποίησας δόλον.                                                                      |
| 3     | אָהַ֣בְתָּ רָּ֣ע מִטּ֑וֹב שֶׁ֓קֶר ׀ מִדַּבֵּ֖ר צֶ֣דֶק סֶֽלָה׃                             | Amas más el mal que el bien, y la mentira más que la justicia. Selah.                                                              | ἠγάπησας κακίαν ὑπὲρ ἀγαθωσύνην, ἀδικίαν ὑπὲρ τὸ λαλῆσαι δικαιοσύνην. (διάψαλμα).                                                          |
| 4     | אָהַ֥בְתָּ כׇֽל־דִּבְרֵי־בָ֗לַע לְשׁ֣וֹן מִרְמָֽה׃                                  | Tú amas todas las palabras devoradoras, oh lengua engañosa.                                                                        | ἠγάπησας πάντα τὰ ῥήματα καταποντισμοῦ, γλῶσσαν δολίαν.                                                                                    |
| 5     | גַּם־אֵל֮ יִתׇּצְךָ֢ לָ֫נֶ֥צַח יַחְתְּךָ֣ וְיִסָּחֲךָ֣ מֵאֹ֑הֶל וְשֵׁרֶשְׁךָ֨ מֵאֶ֖רֶץ חַיִ ּ֣ים סֶֽלָה׃        | Dios te destruirá para siempre, te llevará y te arrancará de tu morada, y te desarraigará de la tierra de los vivientes. Selah.    | διὰ τοῦτο ὁ Θεὸς καθέλοι σε εἰς τέλος· ἐκτίλαι σε καὶ μεταναστεύσαι σε ἀπὸ σκηνώματός σου καὶ τὸ ρίζωμά σου ἐκ γῆς ζώντων. (διάψαλμα).     |
| 6     | וְיִרְא֖וּ צַדִּיקִ֥ים וְיִירָ֗אוּ וְעָלָ֥יו יִשְׂחָֽקוּ׃                             | Los justos también lo verán, y temerán, y se reirán de él:                                                                         | ὄψονται δίκαιοι καὶ φοβηθήσονται καὶ ἐπ᾿ αὐτὸν γελάσονται καὶ ἐροῦσιν·                                                                     |
| 7     | הִנֵּ֤ה הַגֶּ֗בֶר לֹ֤א יָשִׂ֥ים אֱלֹהִ֗ים מָ֫עוּזּ֥וֹ וַ֭יִּבְטַח בְּרֹ֣ב עׇשְׁר֑וֹ יָ֝עֹ ֗ז בְּהַוָּתֽוֹ׃      | He aquí el hombre que no hizo de Dios su fortaleza, sino que confió en la abundancia de sus riquezas y se fortaleció en su maldad. | ἰδοὺ ἄνθρωπος, ὃς οὐκ ἔθετο τὸν Θεὸν βοηθὸν αὐτοῦ, ἀλλ᾿ ἐπήλπισεν ἐπὶ τὸ πλῆθος τοῦ πλούτου αὐτοῦ καὶ ἐνεδυναμώθη ἐπὶ τῇ ματαιότητι αὐτοῦ. |
| 8     | וַאֲנִ֤י ׀ כְּזַ֣יִת רַ֭עֲנָן בְּבֵ֣ית אֱלֹהִ֑ים בָּטַ֥חְתִּי בְחֶסֶד־אֱ֝לֹהִ֗ים עוֹלָ֥ם וָעֶ ֽד׃      | Pero yo soy como un olivo verde en la casa de Dios: confío en la misericordia de Dios por siempre jamás.                           | ἐγὼ δὲ ὡσεὶ ἐλαία κατάκαρπος ἐν τῷ οἴκῳ τοῦ Θεοῦ· ἤλπισα ἐπὶ τὸ ἔλεος τοῦ Θεοῦ εἰς τὸν αἰῶνα καὶ εἰς τὸν αἰῶνα τοῦ αἰῶνος.                 |
| 9     | אוֹדְךָ֣ לְ֭עוֹלָם כִּ֣י עָשִׂ֑יתָ וַאֲקַוֶּ֥ה שִׁמְךָ֥ כִי־ט֝֗וֹב נֶ֣גֶד חֲסִידֶֽיךָ׃              | Te alabaré por siempre, porque lo has hecho; y esperaré en tu nombre, porque es bueno delante de tus santos.                       | ἐξομολογήσομαί σοι εἰς τὸν αἰῶνα, ὅτι ἐποίησας, καὶ ὑπομενῶ τὸ ὄνομά σου, ὅτι χρηστὸν ἐναντίον τῶν ὁσίων σου.                              |

## Comentarios

### De la iglesia católica

#### A todo el salmo
El Salmo 52 contrapone dos figuras humanas: el impío que se gloría en su maldad y el justo que confía en Dios. Frente al hombre arrepentido de Salmo 51, aparece aquí uno que persiste en su malicia, haciendo uso perverso de la palabra (v. 4), en línea con la advertencia contra el mal uso de la lengua en Salmo 50,19. Este individuo confía en su riqueza y no en Dios, por lo que su destino será la destrucción (v. 7), cumplimiento de lo anunciado en Salmo 50,22.
La estructura del salmo refuerza este contraste. En los versículos 3-6 se reprende la conducta del malvado, caracterizada por la traición y el engaño. El versículo 7 anuncia su ruina como juicio divino. Luego, en los versículos 8-9, se describe la reacción de los justos, que celebran el castigo del malvado como manifestación de la justicia de Dios. Finalmente, el salmista afirma su confianza en Dios, usando la imagen del olivo verde plantado en la casa del Señor (v. 10), en clara oposición al impío arrancado de raíz (v. 7).
Aunque el título atribuye el salmo a David, en relación con la traición de Doeg, el contenido no encaja del todo con ese episodio, ya que menciona la existencia del Templo (v. 10), aún no construido en tiempos de David. El poema, más que un relato puntual, aborda una realidad humana universal: la inclinación del hombre hacia el mal, el rechazo de la verdad, y la falsa seguridad puesta en el poder o la riqueza. Esta actitud encuentra su culminación en el rechazo de Cristo, como señala Juan 3,19: el amor a las tinieblas más que a la luz por parte de quienes obran el mal.
El paralelismo con Salmo 1 es claro: se contrasta la suerte del justo —firmemente enraizado, como un árbol junto al agua o en la casa de Dios (Sal 1,3; 52,10)— con la del impío —sin raíz ni permanencia (Sal 1,4; 52,7)—. Así, Salmo 52 forma parte de una meditación más amplia sobre el destino último del hombre según su conducta y su relación con Dios.

#### A los versículos 1-9
La segunda parte del versículo 3 de Salmo 52 presenta una dificultad textual. Algunas versiones antiguas, como la griega (LXX) y las latinas, leen «de la malicia» en lugar de «devoto de Dios», lo que cambia radicalmente el sentido. Algunas traducciones modernas resuelven el problema uniendo los versículos 3 y 4 y afirman: «mientras que la fidelidad de Dios permanece todo el día». La traducción que opta por mantener «devoto de Dios» adopta un tono irónico, similar al que aparece en Salmo 50,16, donde el impío habla de Dios sin vivir conforme a su ley. En cualquier caso, los versículos describen con claridad la elección deliberada del mal: amar el mal más que el bien, la mentira más que la verdad. El salmista afirma con certeza el destino del traidor, anunciado por Dios mismo: una ruina repentina y sin consuelo (v. 7).
La reacción de los justos es expresada con la imagen de la risa (v. 8), como en Salmo 37,13, no como burla, sino como reconocimiento de la justicia de Dios. Esta reacción refuerza su temor reverente y su confianza en que la vida pertenece a Dios, no a las riquezas. La caída del malvado confirma que la seguridad verdadera no está en el poder ni en la fortuna, sino en la fidelidad a Dios.

#### A los versículos 10-11
El salmista expresa su esperanza de una vida larga y fecunda en la presencia de Dios, usando la imagen del olivo verde plantado junto al Templo (v. 10), símbolo bíblico de vitalidad, estabilidad y bendición. Esta permanencia en la casa de Dios representa no solo seguridad física, sino comunión continua con el Señor. En el versículo 11, promete alabar a Dios siempre, reconociendo que su existencia se sostiene por la fidelidad divina, que nunca falla y se mantiene firme tanto hacia Él mismo como hacia quienes le son fieles. El salmo concluye con una actitud de confianza y gratitud: el justo no solo sobrevive, sino que vive agradecido, sostenido por la justicia y la bondad de Dios. Este mensaje conserva plena vigencia. También hoy existen quienes eligen la mentira y el poder como fundamento de su vida. El salmo recuerda que solo la comunión con Dios garantiza una existencia estable y verdadera, y que la justicia divina prevalecerá, haciendo caer al arrogante y sosteniendo al que confía.

...muchos de nuestros contemporáneos no perciben de ninguna manera esta unión íntima y vital con Dios o la rechazan explícitamente, hasta tal punto que el ateísmo debe ser considerado entre los problemas más graves de esta época.

Pero la Iglesia sabe muy bien que su mensaje» —coincidente con el del salmista— «conecta con los deseos más profundos del corazón humano (…) devolviendo la esperanza a quienes desesperan ya de su destino más alto.

## Usos litúrgicos

### Católicismo
Tradicionalmente, este salmo se recitaba o cantaba durante el servicio de Matin del martes en las abadías, según la regla de San Benito establecida alrededor del 530 .
En la Liturgia de las Horas actual , el Salmo 52 se recita en la oficina de lecturas el miércoles de la segunda semana.

## Divisiones latinas
Este salmo abre la segunda sección de las tres divisiones tradicionales del salterio latino , por lo que las primeras palabras ("Quid gloriatur in malitia qui potens est iniquitate ..."), y sobre todo la "Q" inicial, fueron a menudo muy ampliada en salterios manuscritos iluminados , siguiendo el patrón de las iniciales Beatus al comienzo del Salmo 1 , y la "D" del Salmo 102 .

## Forma de salmo
Según el sistema de clasificación de Hermann Gunkel , el Salmo 52 fue clasificado condicionalmente como un Salmo de confianza individual, uno que demuestra una expresión de confianza en el asistente de Yahveh al peticionario.